# Poręba II
Poręba II – dawna gromada, czyli najmniejsza jednostka podziału terytorialnego Polskiej Rzeczypospolitej Ludowej w latach 1954–1972.
Gromady, z gromadzkimi radami narodowymi (GRN) jako organami władzy najniższego stopnia na wsi, funkcjonowały od reformy reorganizującej administrację wiejską przeprowadzonej jesienią 1954 do momentu ich zniesienia z dniem 1 stycznia 1973, tym samym wypierając organizację gminną w latach 1954–1972.
Gromadę Poręba II z siedzibą GRN w Porębie III (obecnie część miasta Poręby) utworzono – jako jedną z 8759 gromad na obszarze Polski – w powiecie zawierciańskim w woj. stalinogrodzkim, na mocy uchwały nr 24/54 WRN w Stalinogrodzie z dnia 5 października 1954. W skład jednostki weszły obszary dotychczasowych gromad Poręba II i Poręba III ze zniesionej gminy Poręba w tymże powiecie. Dla gromady ustalono 18 członków gromadzkiej rady narodowej.
20 grudnia 1956 województwo stalinogrodzkie przemianowano (z powrotem) na katowickie.
1 stycznia 1958 gromadę Poręba II zniesiono, a jej obszar włączono do osiedla Poręba I, którego nazwę zmieniono równocześnie na Poręba.